# Trigonarthron incertum
Trigonarthron incertum là một loài bọ cánh cứng trong họ Cerambycidae.